# Internazionali di Francia 1963
Gli Internazionali di Francia 1963 (conosciuti oggi come Open di Francia o Roland Garros) sono stati la 62ª edizione degli Internazionali di Francia di tennis. Si sono svolti sui campi in terra rossa dello Stade Roland Garros di Parigi in Francia.
Il singolare maschile è stato vinto da Roy Emerson, che si è imposto su Pierre Darmon in quattro set col punteggio di 3–6, 6–1, 6–4, 6–4. Il singolare femminile è stato vinto da Lesley Turner, che ha battuto in tre set Ann Haydon-Jones. Nel doppio maschile si sono imposti Roy Emerson e Manuel Santana. Nel doppio femminile hanno trionfato Ann Haydon Jones e Renee Schuurman Haygarth. Nel doppio misto la vittoria è andata a Margaret Smith in coppia con Ken Fletcher.

## Seniors

### Singolare maschile
Roy Emerson ha battuto in finale  Pierre Darmon con il punteggio di 3–6, 6–1, 6–4, 6–4.

### Singolare femminile
Lesley Turner ha battuto in finale  Ann Haydon-Jones con il punteggio di 2–6, 6–3, 7–5.

### Doppio maschile
Roy Emerson /  Manuel Santana hanno battuto in finale  Gordon Forbes /  Abe Segal con il punteggio di 6–2, 6–4, 6–4.

### Doppio Femminile
Ann Haydon Jones /  Renee Schuurman Haygarth hanno battuto in finale  Robyn Ebbern /  Margaret Smith Court con il punteggio di 7–5, 6–4.

### Doppio Misto
Margaret Smith /  Ken Fletcher hanno battuto in finale  Lesley Turner /  Fred Stolle con il punteggio di 6–1, 6–2.